# Theo Altmeyer
Theo (Theodor Daniel) Altmeyer (* 16. března 1931 Eschweiler – 28. července 2007 Hannover) byl německý tenorista, specialista na interpretaci barokní hudby . Studoval v Kolíně nad Rýnem u Clemense Glettenberga.
Působil na operních scénách v Berlíně, Stuttgartu, Hannoveru, Vídni a v USA. Byl také proslulým interpretem Bachova vokálního díla, spolupracoval zejména s dirigenty Marcelem Couraudem, Wolfgangem Gönnenweinem, Helmuthem Kählhoferem, Kurtem Redelem, Helmuthem Rillingem, Philippem Röhlem a Gerhardem Schmidt-Gadenem.

V letech 1968 – 1969 spolupracoval v Praze se souborem Ars rediviva a Milanem Munclingerem na realizaci první souborné nahrávky Lamentací Jeremiáše proroka českého barokního skladatele Jana Dismase Zelenky.